# Le Palme della Nuova Caledonia
Le Palme della Nuova Caledonia (abreviado Palme Nuova Caledonia) es un libro con ilustraciones y descripciones botánicas que fue escrito por el explorador y botánico italiano; Odoardo Beccari y publicado en el año 1920.